# 兰州大学学报（自然科学版）
《兰州大学学报（自然科学版）》创刊于1957年，是中国大陆基础科学类双月刊，编辑部位于甘肃省兰州市。此刊物由兰州大学主办。
《兰州大学学报（自然科学版）》在2018年被中华人民共和国国家新闻出版广电总局新闻报刊司评为2017年全国“百强报刊”。